# 関谷彩花
関谷 彩花（せきや あやか）は、東京都出身の女優、歌手、タレント。

## 略歴・人物
子供の頃『美少女戦士セーラームーン』が好きで、同作品のミュージカルを観劇したところ、自分と同い年の少女がちびうさ役で出演しており、「自分もちびうさになりたい!」と思ったのが芸能界入りのきっかけとなる。
10歳にしてミュージカルに初出演。実妹の関谷愛里紗と共にジュニアミュージカル界で注目を浴びていた。
2006年8月、CDデビューを機に、芸名を本名名義の関谷 彩花から上月 あやに改名。「歌って踊れるしっかり者の癒し系アイドル」を自称し、アイドル応援サイト「アイドルcheck!」にも参加。メジャーCDデビューとテレビドラマのレギュラー出演が目標と語った。
2006年夏から一年間、実妹の愛里紗と共にあやありさとしても歌手活動を中心にユニット活動をしていた。
2008年2月、芸名を上月 あやから当初の関谷 彩花に戻す。
2009年春から愛里紗と共に関谷姉妹として、2009年夏からはcr0ss†（クロス）として四谷ライブインマジックをホームに歌手活動を再開。
趣味はカラオケ、お菓子作り。特技は短距離走、パソコンの早打ち。

## 出演

### 舞台
関谷彩花名義
- ザッツ エンターテイメント あるダンサーの物語（1997年）
- The ODORI（1998年）
- ココ・スマイル〜夢の宝箱〜（1999年）ルカ役
- ダンスダンスダンス'99 もう一度踊りたい（1999年）
- チェンナムの夢（1999年）ナック役、チェンライ役
- CLUB LAVELA '99（1999年）
- ココ・スマイル〜夢の宝箱〜（1999年）ルカ役
- big（2000年）シャーリー役
- The ODORI 2000（2000年）
- ココ・スマイル2〜約束の金メダル〜（2001年）コバト役
- ありがとうサボテン先生（2002年）聖子役
- ココ・スマイル3〜虹色のメロディー〜（2002年）ハッチ役
- ココ・スマイルファミリーコンサートVol.1〜Legend〜（2003年）
- Kiddy2003 不思議なアメ玉（2003年）エリナ役（実妹の関谷愛里紗と共演）
- BEST★DREAM（2003年）飯野未来・瀬戸瑠璃役（関谷愛里紗と共演）
- フレンズ〜ガラクタ怪獣のなみだ〜（2003年 - 2004年）ワカ役
- ココ・スマイル3〜虹色のメロディー〜（2004年）リサ役
- ハローグッバイ（2005年）アサミ役
- Dream Angel Vol.56（2005年）※四谷Live inn Magicでのライブ、関谷愛里紗と共演
- Dream Angel Vol.62（2005年）※四谷Live inn Magicでのライブ、関谷愛里紗と共演
- Dream Festival in Magic（2005年）※四谷Live inn Magicでのライブ、関谷愛里紗と共演
- ココ・スマイル4〜金星のステージ〜（2005年）ヒロカ役
- ココ・スマイルファミリーコンサートVol.2〜Legend〜（2006年）
- 闇の門（2006年）
- 男涙に花も散る（2006年）瀬川春海役
- グッドモーニング・マイ・ヴィーナス（2012年）雫役

上月あや名義
- 死して罪過の汚名を残すこと勿れ（2007年）劉春蘭役

### テレビドラマ
関谷彩花名義
- マッハブイロク特別ドラマ「big」大作戦（2000年、フジテレビ）
- はぐれ刑事純情派（2004年、テレビ朝日）山根麻衣役
- 純情きらり（2006年、NHK）コーラス部員役
- 西村京太郎サスペンス 探偵 左文字進10 悪魔と天使（2006年、TBS）17歳諸星万里江役
- 特命係長 只野仁 4thシーズン 第35話「女子大生殺人！難読漢字のトリック」（2009年、テレビ朝日）学生B役
- 金曜プレステージ 奥様は警視総監4（2009年、フジテレビ）柴崎くるみ役（関谷愛里紗と共演）
- 侍戦隊シンケンジャー（2009年、テレビ朝日）お嬢様役
- 天装戦隊ゴセイジャー（2010年、テレビ朝日）若き幸子役

### テレビ
関谷彩花名義
- 松本人志のコントMHK（2010年、NHK）幽霊役

### 映画
関谷彩花名義
- ファンタスティポ（2005年、ジェイ・ストーム）
- ノロイ（2005年、ザナドゥー）
- IMONI（2007年、@mateur）アオイ役
- You（2008年、London Film School）You役
- ザリガニヘンジ（2008年、@mateur）こころ役
- Only Your Mind That Moves（2008年、百米映画社）SAKURA役
- ランニング・オン・エンプティ（2010年、アムモ）ミッチ役
- ナイン・トゥ・イレブン（2010年、オルスタックピクチャーズ、オーブンアイズ）

上月あや名義
- パッチギ! LOVE&PEACE（2007年、シネカノン）
- スプリング☆デイズ（2007年、キッチュ）伊藤ハルカ役（関谷愛里紗と共演）

### ネットムービー・ネットドラマ
上月あや名義
- 学校の怪人（2007年、キッチュ）伊藤ハルカ役（関谷愛里紗と共演）
- エルノオト（2007年、「エルノオト」製作委員会）田波詩織役（関谷愛里紗と共演）

### Vシネマ
関谷彩花名義
- 実録 超・都市伝説（2008年、アムモ）第2話「首なしライダー」彼女役
- ワンちゃんねる（2008年、オルスタックピクチャーズ）AZUMI役
- 渋谷の女子高生たちが語った“呪いのリスト”（2008年、アムモ）List:08「トン・トン・トン」女子高生役
- 渋谷の女子高生たちが語った“呪いのリスト2”（2009年、アムモ）「お前だよ」酒井綾子役
- 渋谷の女子高生たちが語った“呪いのリスト3”（2009年、アムモ）
- 渋谷の女子高生たちが語った“呪いのリスト4”（2009年、アムモ）
- 渋谷の女子高生たちが語った“呪いのリスト5”（2009年、アムモ）
- 渋谷の女子高生たちが語った“呪いのリスト6”（2010年、アムモ）
- 絶叫2（2012年、「絶叫2」制作委員会、ミッドシップ）(関谷愛里紗と共演)

### CM
関谷彩花名義
- 大塚製薬 オロナミンCドリンク（2004年）
- 日本コカコーラ スプライト（2008年）※web-cm
- うた魂♪ （2007年、「うた魂♪」製作委員会）DVD発売記念　ナレーション（2008年）

### ミュージック・ビデオ
- 慎吾ママの学園天国－校門篇－/慎吾ママ（2001年、ビクターエンタテインメント）

### インターネットTV
- アイドルcheck!（2005年 - 2007年、あっ!とおどろく放送局）関谷愛里紗と共演の回もあり
- 3時のおやつ（2006年 - 2007年、TVON）関谷愛里紗と共演の回もあり
- cinemagarden（2007年、nakano@ddress）
- ロビンちゃんをさがせ！（2008年、EnCafeTV）関谷愛里紗と共演
- ラッピングレシピ（2009年、商人（あきんど）ねっと）

## 音楽

### アルバム
関谷彩花名義
- ファイナル記念『チェンナムの夢』オリジナルキャスト全曲CD（※公演会場限定販売）
- 水野良昭ミュージカルナンバースタジオレコーディングス（2005年、キマキマレコード）
- Happy Collection vol.2（2008年、HAPPY RECORD）

あやありさ名義
- Pretty2 Yellow（2007年、エクスプロージョンレコーズ）（Summer Victory収録）

### シングル
上月あや名義
- 宇宙へ行こうよ〜hello space〜（2007年、HAPPY RECORD）
- 届けはぁと（2007年、HAPPY RECORD）

Mirage名義（桜川ひめことの期間限定ユニット）
- 秘密玩具〜Secret Figure〜（2007年、HAPPY RECORD）

### DVD
上月あや名義
- 上月あやSPECIAL FINAL DVD（2007年、HAPPY RECORD）